# Szellay Alice

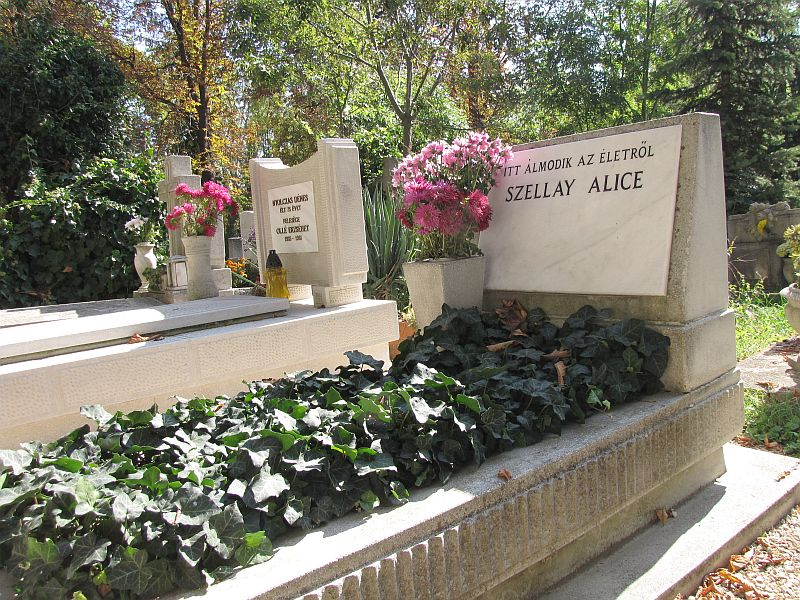
Sírja a Farkasréti temetőben

Szellay Alice, születési nevén Rippel Alice Eszter (Budapest, 1914. február 21. – Budapest, 1990. június 27.) magyar színésznő. 

## Életpályája
Rippel Rezső Vilmos (1885–1966) és Tokodi Erzsébet Mária (1891–1966) leányaként született és Rákospalotán élt fiatal korában. 1934. november 10-én összeházasodott első férjével, szellai Spolarich József részvénytársasági igazgatóval. Egy társaságban találkozott Szőts István rendezővel, aki felfedezte a film számára, és mindjárt filmjének főszerepét bízta rá. Alice nem végzett színész-, vagy filmiskolát, mégis természetes játéka, őszinte, elbűvölő személyisége, szépsége lenyűgözte a rendezőt. Nyirő József erdélyi témájú írásának filmváltozatában az Emberek a havason (1941–42) című filmben, Anna szerepével örökre beírta nevét a magyar filmtörténetbe, amikor a velencei biennálén első díjat nyert film női főszerepét formálta meg. A forgatásokon színi és filmiskola híján, csak kamarai engedéllyel dolgozhatott. Soha sem gondolt filmezésre, s mint Spolarich Józsefné kezdte meg a forgatásokat. A filmszerep kapcsán vette fel a férje nemesi előnevéből képzett Szellay művésznevet. Később elvált első férjétől, de a Szellay művésznevet tovább vitte. Felfedezőjének, Szőts Istvánnak lett a felesége és játszott öt filmjében 1942 és 1947 között. A második világháborút követően egyszer állt kamera elé (1947), amikor a Móra Ferenc regénye nyomán filmre vitt Ének a búzamezőkről hősnőjét alakította, de a filmet akkor nem mutatták be, és 1948 után végleg visszavonult. Elvált második férjétől, és harmadik, egyben leghosszabb házassága Pándy Lajos színészhez kötötte, s mint Pándyné hunyt el.

## Filmjei
- Emberek a havason (1942)
- Aranypáva (1943)
- Kádár Kata (1944) (kisjátékfilm)
- Szerelmes szívek – Kádár Kata (1944, szkeccsfilm)
- Tűz a hegyen (1944)
- Ének a búzamezőkről (1947) (nem mutatták be)[9]